# Colpodella perforans
Colpodella perforans is een soort in de taxonomische indeling van de Myzozoa, een stam van microscopische parasitaire dieren. Het organisme behoort tot het geslacht Colpodella. Colpodella perforans werd in 1991 ontdekt door Patterson & Zollfel.